# Pio Campa
Pio Campa (* 1881 in Florenz; † 1964 ebenda) war ein italienischer Bühnen- und Filmschauspieler. 

## Leben und Wirken
Campa war in den 1920er bis 1950er Jahren ein bekannter Theaterschauspieler, der auch für viele Filmrollen engagiert wurde. In Guido Brignones Paradiso (1932) war er ebenso zu sehen wie in Ferdinando Maria Poggiolis Gelosia (1942). In dem Film Le due orfanelle (1942) des Regisseurs Carmine Gallone spielte Campa die Rolle des Marais. In Enrico Guazzonis La Fornarina verkörperte Pio Campa 1944 den Papst Julius II.
Als Theaterschauspieler arbeitete er eng mit Alexander Moissi zusammen, mit dem er eng befreundet war.
Campa war seit 1919 mit der Schauspielerin Wanda Capodaglio verheiratet. Gemeinsam hatten sie die Tochter Miranda Campa, die ebenfalls eine Schauspielerin wurde.